# Agrippino Grieco
Agrippino Grieco (Paraíba do Sul, 15 de outubro de 1888 – Rio de Janeiro, 25 de agosto de 1973) foi um crítico literário e ensaísta brasileiro.

## Biografia
Grieco nasceu no interior do estado do Rio de Janeiro, filho dos imigrantes italianos Pasquale Grieco e Rosa Maria Coviello. Foi educado em sua cidade, que possuía uma biblioteca e o possibilitou acesso às literaturas brasileira e portuguesa, como a de Camilo Castelo Branco e Olavo Bilac. 
Colaborou em "O Jornal", "Revista ABC" e "Hoje". Voraz leitor, chegou a ter uma biblioteca particular com um acervo de mais de 50 mil volumes. Morador durante muitos anos da rua Aristides Caires no Méier, era frequentador assíduo da Biblioteca Nacional. Na cidade do Rio de Janeiro tem uma biblioteca pública municipal (Biblioteca Popular Municipal Agrippino Grieco no Engenho Novo) e uma praça em sua homenagem (Praça Agrippino Grieco no Méier).
Foi um dos fundadores, ao lado de Gastão Cruls, da Editora Ariel, no Rio de Janeiro, que esteve em atividade entre 1930 e 1939, e foi o responsável pela revista Boletim de Ariel, a principal revista literária da época.
Agrippino Grieco era ligado por parentesco de afinidade ao cineasta Arnaldo Jabor, sendo seu filho primogênito, Donatello Grieco, casado com a tia paterna de Jabor.